# Процес над буржуазними націоналістами у Словаччині

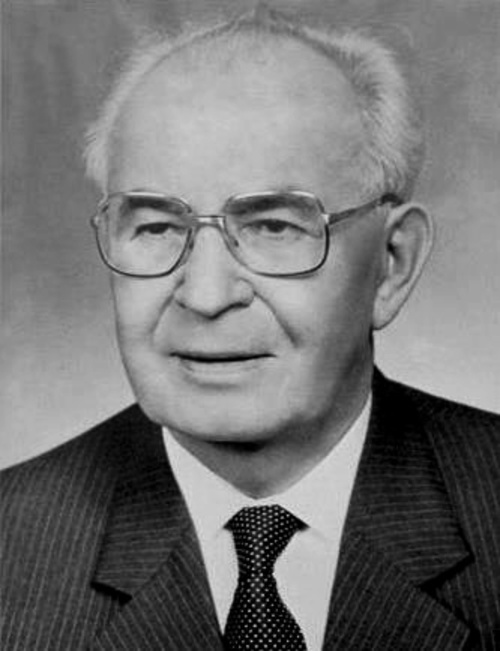
Ґустав Гусак

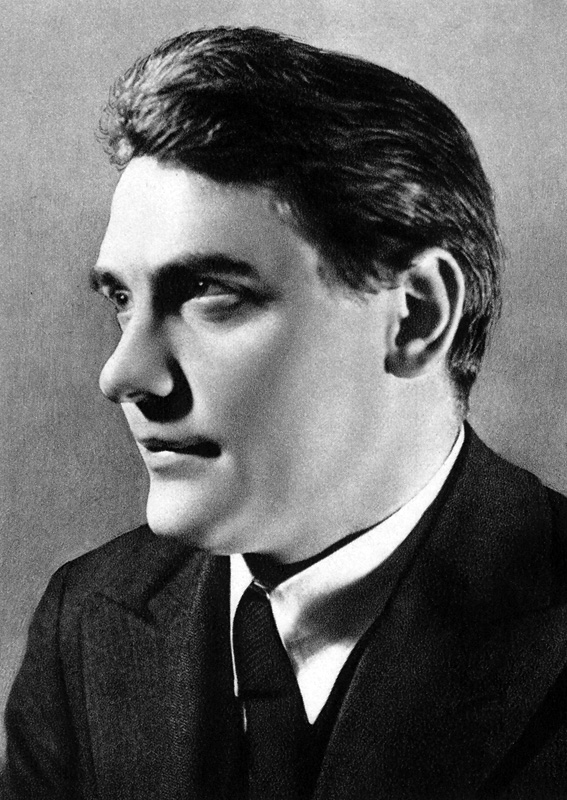
Ладіслав Новомеський

Судовий процес над диверсійною групою буржуазних націоналістів у Словаччині, у судовій справі означений як суд над Ґуставом Гусаком та іншими, — сфабрикований політичний процес над високопоставленими словацькими комуністичними функціонерами, яких офіційна пропаганда затаврувала, називаючи «буржуазними націоналістами».
Процес проходив з 21 по 24 квітня 1954 року у Верховному суді Чехословаччини в Братиславі.
На лаві підсудних знаходились колишні словацькі посадовці, члени Комуністичної партії Словаччини — Ґустав Гусак, Ладіслав Новомеський, Ладіслав Голдош, Іван Хорват та Даніель Окалі.

## Передумови
Після закінчення Другої світової війни лідер комуністів Югославії Йосип Броз Тіто, відмовившись від сліпого копіювання радянської моделі соціалістичної побудови країни, впроваджував більш помірну, ліберальну форму соціалізму. Секретар ЦК ВКП(б) Йосип Сталін звинуватив лідера Югославії у «тітоїзмі» — у відході від марксистсько-ленінської теорії. Намітився розкол між Радянським Союзом і Югославією, що відобразилось у прийнятті у червні 1948 року Комінформом резолюції «Про становище у Комуністичній партії Югославії» з тезою «про перехід кліки Тіто-Ранковича від демократії до буржуазного націоналізму». Керівництво Радянського Союзу звинуватило лідерів Югославії у фашизмі та троцькізмі.
У країнах Східної Європи з комуністичними режимами правління розпочалась кампанія боротьби проти так званих «буржуазних націоналістів». Складовою частиною кампанії були партійні чистки, які проводились під лозунгами боротьби з тітоїзмом. У 1949 році пройшли політичні суди над Ласло Райком в Угорщині, Трайчо Костовим у Болгарії. Третя сесія Комінформу у листопаді 1949 закликала комуністів до пильності і пошуку «ворогів з партквитками».
У Чехословаччині вже у 1950 році почала набирати обертів розгорнута за прямою вказівкою керівництва СРСР кампанія проти «троцькістів» і «тітоїстів», що нібито проникли в ряди Комуністичної партії Чехословаччини. Здебільшого підпадали під звинувачення чеські та словацькі комуністи, які воювали в Іспанії (1936–1939) та під час Другої світової війни брали участь у русі опору в Західній Європі та Чехії або перебували в еміграції в Англії, США або Мексиці.
Ще по закінченні Першої світової війни в Чехії міцно вкоренилася ідеологія наявності єдиного народу «чехословаків», а не окремих чехів та словаків. В рамках ідеї чехословакізму словацькі національні вимоги вважалися зрадою концепції унітарної держави, і тому повинні були бути засуджені. Деякі зусилля словацької комуністичної інтелігенції заради розвитку Словаччини були розцінені, як зрадницька поведінка з метою порушити цілісність єдиної держави.
Ініціатором кампанії проти словацьких «буржуазних націоналістів», яка розпочалась у березні-квітні 1950 року, став голова Комуністичної партії Словаччини (КПС) Вільям Широкий. На першому етапі була лише внутріпартійна фракційна боротьба та критика діяльності деяких посадових осіб. Сталінська теорія «загострення класової боротьби» була приводом позбутися конкурентів у партії.
14 березня 1950 був знятий з посади міністр закордонних справ ЧССР Владімір Клементіс.
На засіданні бюро ЦК КПС 29 квітня 1950 Ґустава Гусака, Владіміра Клементіса та Ладіслава Новомеського піддали різкій критиці за їх політичну діяльність під час Словацької республіки (1939–1945) та Словацького національного повстання (1944). Їх звинувачували в тому, що вони піддались дрібнобуржуазному впливу, їм ставили в провину непослідовність, надмірну увагу до боротьби за словацькі повноваження, недооцінку питань соціалістичної революції та дружнє ставлення до ідеологічних ворогів. Ладіслав Голдош, щоб уникнути подібних звинувачень, покинув засідання передчасно з посиланням на посадові обов'язки.
У квітні 1950 Гусак і Новомеський ще мали можливість виступати на засіданні ЦК КПС, намагаючись захистити себе. Але пленум ЦК КПС прийняв заяву, що засуджувала буржуазний націоналізм, і розіслав її до регіональних організацій партії. У травні 1950 Гусак і Новомеський невдало спробували апелювати до рішення ЦК КПС звільнити Новомеського з посади комісара освіти в Словацькому уряді. А вже в кінці травня 1950 на з'їзді КПС про Новомеського говорили тільки негативно.
Потім протягом декількох місяців компанія пошуку ворогів трохи вщухла, але знову активізувалась з початком 1951 року. Про Гусака, Клементіса та Новомеського вже говорили не тільки як про діячів, що помилялись, а вже як про умисних шкідників і диверсантів.

## Арешт і слідство
Першим, в грудні 1950, був заарештований письменник Іван Хорват, який в період 1948–1950 був послом ЧССР в Угорщині.
Потім настала черга літератора Даніеля Окалі, працівника Міністерства внутрішніх справ, та Ладіслава Голдоша, який в той час перебував на посаді генерального секретаря Словацького національного фронту та був комісаром Словацького уряду у справах церкви. 2 лютого 1951 року Голдош був несподівано заарештований, коли повертався до Братислави з Праги, де він був на засіданні церковної ради. Затримання Голдоша співробітниками служби безпеки більше нагадувало викрадання.
Ґустава Гусака та Ладіслава Новомеського заарештували 6 лютого 1951 року за підозрою в підбурюванні до заколоту. Всупереч закону не було ніяких письмових документів про арешт і обшук. 30 червня 1951 року на формулярі головного управління державної безпеки був підготовлений офіційний «Звіт про арешт», який постфактум узаконював дії слідчих органів і служив ордером на арешт.
Слідство тривало до 1954 року. Ґустав Гусак постійно відмовлявся підписувати всі протоколи допитів і не визнавав себе винним. На відміну від Гусака інші заарештовані не були настільки витривалими та наполегливими. Даніель Окалі став співпрацювати зі слідством і визнав майже всі звинувачення проти себе. Ладіслав Голдош під час досудового утримання під вартою під примусом слідчих органів і тортур підписав «Угоду про співпрацю з органами слідства», в якій зобов'язався інформувати органи безпеки про своїх співкамерників.

## Процес, підсудні та покарання
Судовий процес розпочався 21 квітня 1954 року в Братиславі у Верховному суді Чехословаччини.
Обвинувачених до палати Верховного суду викликали послідовно. У перший день судового розгляду був заслуханий Ґустав Гусак. Другий день розпочався викликом до суду Ладислава Новомеського і продовжувався у другій половині дня слуханням Даніеля Окалі. Потім суд допитав обвинувачених Ладислава Голдоша та Івана Хорвата, і в останній день процесу, 24 квітня 1954 року, були проведені заключні виступи і оголошено рішення суду.
Всі підсудні були визнані винними у вигаданих злочинах і засуджені. Ґустав Гусак, головний відповідач на процесі, засуджений до довічного ув'язнення, Іван Хорват отримав вирок — 22 роки позбавлення волі, Даніель Окалі — 18 років, Ладіслав Голдош — 13 років і Ладіслав Новомеський — 10 років.
Ґустав Гусак та інші підсудні на процесі були засуджені за свою діяльність, котра з урахуванням їх політичного статусу та рівня виконуючих обов'язків була спрямована на зміцнення позицій словацького народу в унітарній державі. Прагнення усунути економічний дисбаланс, що склався між двома частинами республіки, був кваліфікований на процесі Верховним судом, як намір зірвати в країні виконання єдиного господарського плану.

## Наслідки
Боротьба зі словацькими «буржуазними націоналістами» тривала у Чехословаччині більше десяти років, в ході чого були репресовані тисячі людей, в основному серед лівої інтелігенції Словаччини.
У 1957 році Ладіслав Голдош був умовно звільнений з в'язниці. У 1960 році решту засуджених відпустили умовно на свободу за частковою амністією президента країни Антоніна Новотного. У 1963 році їх повністю реабілітували завдяки діяльності так званої «Барнабіцької комісії» ЦК КПЧ.
Ґустав Гусак пізніше у 1971 році став генеральним секретарем Комуністичної партії Чехословаччини, а у 1975 — президентом ЧССР.